# Tempio funerario di Palmira
Il tempio funerario di Palmira (noto anche come tempio sepolcrale e indicato con il numero 86 per distinguerlo dalle altre tombe del sito palmireno) è un tempio del III secolo d.C. che svolgeva la funzione di sepolcro.

## Storia e descrizione
Il tempio funerario è collocato all'estremità nordoccidentale del Grande colonnato di Palmira, l'asse che taglia la città in direzione approssimativamente est-ovest. La sua costruzione risale al tardo II o al III secolo d.C., e comunque al periodo di prosperità della città prima del suo temporaneo affrancamento, sotto Zenobia, dal dominio romano; al momento in cui venne eretto il tempio si trovava probabilmente al di fuori del perimetro delle mura, che proprio durante il regno di Zenobia furono spostate più a nord-ovest.
L'edificio è caratterizzato da un portico a sei colonne, conservatesi nella loro posizione originaria, sormontate dai resti di un timpano. Al suo interno, una scalinata conduceva a una cripta.
Il tempio ha subito lavori di restauro negli anni 1970: il muro posteriore e quello laterale sinistro (guardando verso la facciata) della struttura sono stati ricostruiti, tuttavia «senza grande vantaggio per la comprensione del monumento».

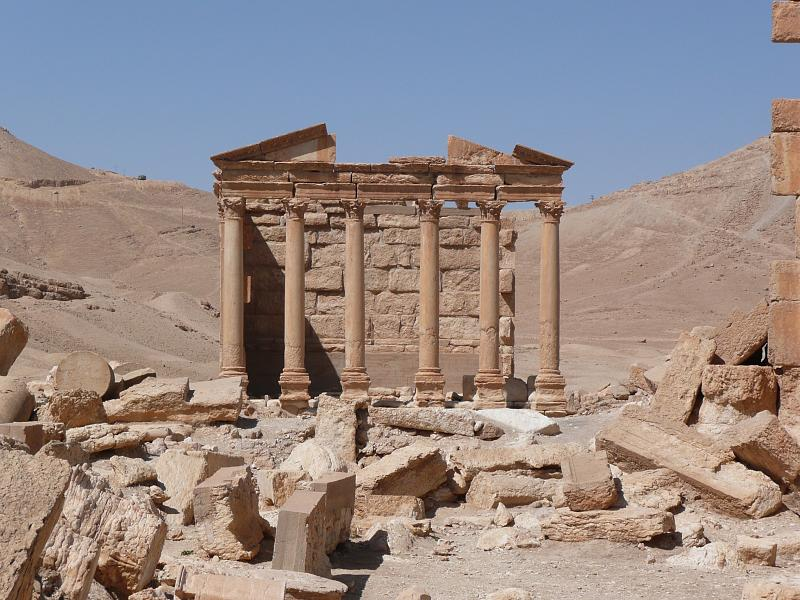
Il tempio funerario nel 2005.